# Buer (Melle)
Buer [buːɐ̯] ist ein Stadtteil von Melle im Landkreis Osnabrück, Niedersachsen im östlichen Wiehengebirge mit den Ortsteilen Barkhausen, Buer, Bulsten, Holzhausen, Hustädte, Markendorf, Meesdorf, Sehlingdorf, Tittingdorf, Wehringdorf und Wetter.

## Geschichte
Während der Völkerwanderungszeit bis um 700 breitete sich im Raum um Melle der heidnische Stamm der Sachsen aus und betrieb Ackerbau. Sie nannten die Gegend Graingau (heute Grönegau).
Von 772 bis nach 800 fanden die Sachsenkriege Karls des Großen statt und in deren Folge die Eingliederung der Sachsen ins Frankenreich und ihre Christianisierung. In diesem Zug wurde von den Franken unter anderem in Melle eine Kirche gegründet und der Wald großflächig gerodet. Auf dem Boden des heutigen Buer sowie an sieben weiteren nahen Siedlungsplätzen entstanden Meierhöfe.
Der Ortsname Buer wird erstmals 1209 urkundlich als Bure erwähnt.
Während des Mittelalters wurde Buer oft zum Spielball geistlicher und weltlicher Fehden sowie Grenzstreitigkeiten. Der Ort entwickelte sich damals im Kern bereits zur Kirchenburg.
Gegen 1550 bekannte sich das Kirchspiel Buer vollständig zur evangelischen Sache und verzeichnete rund fünfzig Jahre später einen deutlichen Bevölkerungszuwachs. Während des Dreißigjährigen Krieges blieben dem Ort militärische Auseinandersetzungen erspart, jedoch musste er oft Militärlager und Requirierungen erdulden. Erst 1671 begann man mit dem Schreiben eines Kirchenbuches.
Buer war bis zu den Napoleonischen Kriegen Sitz einer Vogtei im Amt Grönenberg des Hochstifts Osnabrück. Von 1807 bis 1810 war Buer Sitz des Kantons Buer im napoleonischen Satellitenstaat Königreich Westphalen. Von 1811 bis 1813 gehörte der Ort unmittelbar zu Frankreich und war Sitz der Mairie (Bürgermeisterei) Buer im Arrondissement Osnabrück des Departements der Oberen Ems. 1814 kam Buer zum Königreich Hannover und gehörte dort wieder zum Amt Grönenberg.
Im Zusammenhang mit den ab 1815 verzeichneten weltweiten Missernten bzw. dem Jahr ohne Sommer beginnt eine Auswanderungswelle der Heuerlinge (Tagelöhner) und Kleinbauern in die USA. In diesem Zug machen sich ab der 2. Hälfte des 19. Jahrhunderts auch Erbbauern und wohlhabendere Bürger Buers nach Amerika auf. Ungefähr 3.600 Menschen verließen bis 1900 ihre alte Heimat.
Ab 1818 wurde der alte Friedhof in der Kirchenburg neben dem Gotteshaus nicht mehr belegt, da ein neuer außerhalb errichtet worden war. 1852 erfolgte der Abbruch der gotischen Kirche. 1855 wurde der neoromanische Neubau geweiht. Von 1820 bis 1973 war Buer der Sitz des evangelischen Superintendenten für die Kreise Melle und Wittlage.
Seit 1852 bestand die Samtgemeinde Buer, die seit 1885 zum Landkreis Melle gehörte. Neben dem Kirchdorf Buer gehörten der Samtgemeinde die Mitgliedsgemeinden Barkhausen, Düingdorf, Eicken, Holzhausen, Hustädte, Markendorf, Meesdorf, Sehlingdorf, Tittingdorf, Wehringdorf und Wetter an.
1866 annektierte Preußen das besiegte Königreich Hannover. Damit wurde Buer bis zur Auflösung des Freistaates Preußen am 25. Februar 1947 durch die Alliierten preußisch.
Im Rahmen der Gebietsreform in Niedersachsen vom 1. Juli 1972 wurde die Samtgemeinde Buer aufgelöst. Bis auf Düingdorf, das Teil des Meller Stadtteils Bruchmühlen wurde, bildeten die ehemaligen Mitgliedsgemeinden der Samtgemeinde den Stadtteil Buer der Stadt Melle.

## Einwohnerentwicklung
Wohnbevölkerung der früheren Gemeinde bzw. des heutigen Ortsteils Buer:
| Jahr               | Einwohner | Quelle |
| ------------------ | --------- | ------ |
| 1871               | 1203      | [ 4 ]  |
| 1910               | 1162      | [ 5 ]  |
| 17. Mai 1939       | 1161      | [ 6 ]  |
| 13. September 1950 | 2008      | [ 7 ]  |
| 6. Juni 1961       | 1724      | [ 7 ]  |
| 27. Mai 1970       | 1820      | [ 7 ]  |

Wohnbevölkerung der früheren Samtgemeinde bzw. des heutigen Stadtteils Buer:
| Jahr               | Einwohner | Quelle |
| ------------------ | --------- | ------ |
| 1871               | 4727      | [ 4 ]  |
| 1910               | 4362      | [ 5 ]  |
| 17. Mai 1939       | 3980      | [ 6 ]  |
| 13. September 1950 | 6771      | [ 7 ]  |
| 6. Juni 1961       | 5343      | [ 7 ]  |
| 27. Mai 1970       | 5442      | [ 7 ]  |
| 31. Dezember 2023  | 5009      | [ 8 ]  |

## Politik
Der Ortsrat von Buer hat 15 Sitze. Sitzverteilung bei der Kommunalwahl vom 12. September 2021, (SPD 6), (CDU 5), (Grüne 2), (FDP 2).
Ortsbürgermeister ist Wilhelm Hunting (SPD)

## Sehenswürdigkeiten
- Kirchhofsburg mit Torbogen
- evangelische St.-Martini-Kirche, neuromanisch, erbaut 1852–1855 nach Plänen des Osnabrücker Stadtbaumeisters Wilhelm Richard (1816–1900), Kirchturm (mit achtteiligem Geläut) wegen seiner schlanken Gestalt „Bleistift“ genannt
- Klimaturm Friedenshöhe
- Wassermühle auf dem Hof Wiechert
- Gerichtslinde auf der Hilgensele, über 500 Jahre alt, hier findet jährlich der traditionelle „Gute Montag“, eine Bürgeraussprache mit dem Gemeinderat, statt.
- Jüdischer Friedhof Buer
- Spritzenhaus „Auf Torf“
- Grüner See
- Roter Pfahl Meesdorf
- Glockenspiel der alten Turmuhrenfabrik Korfhage

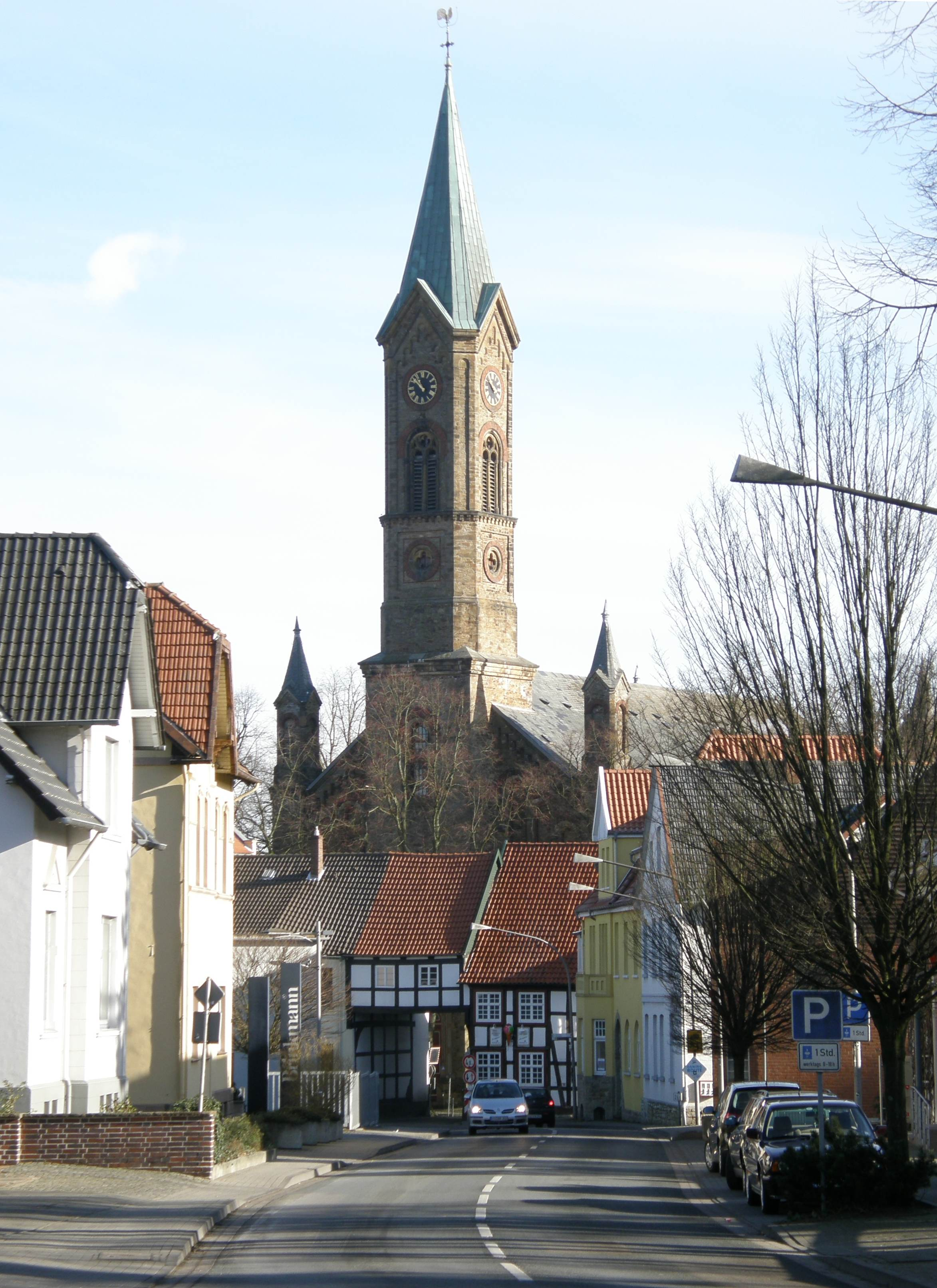
Bueraner „Bleistift“
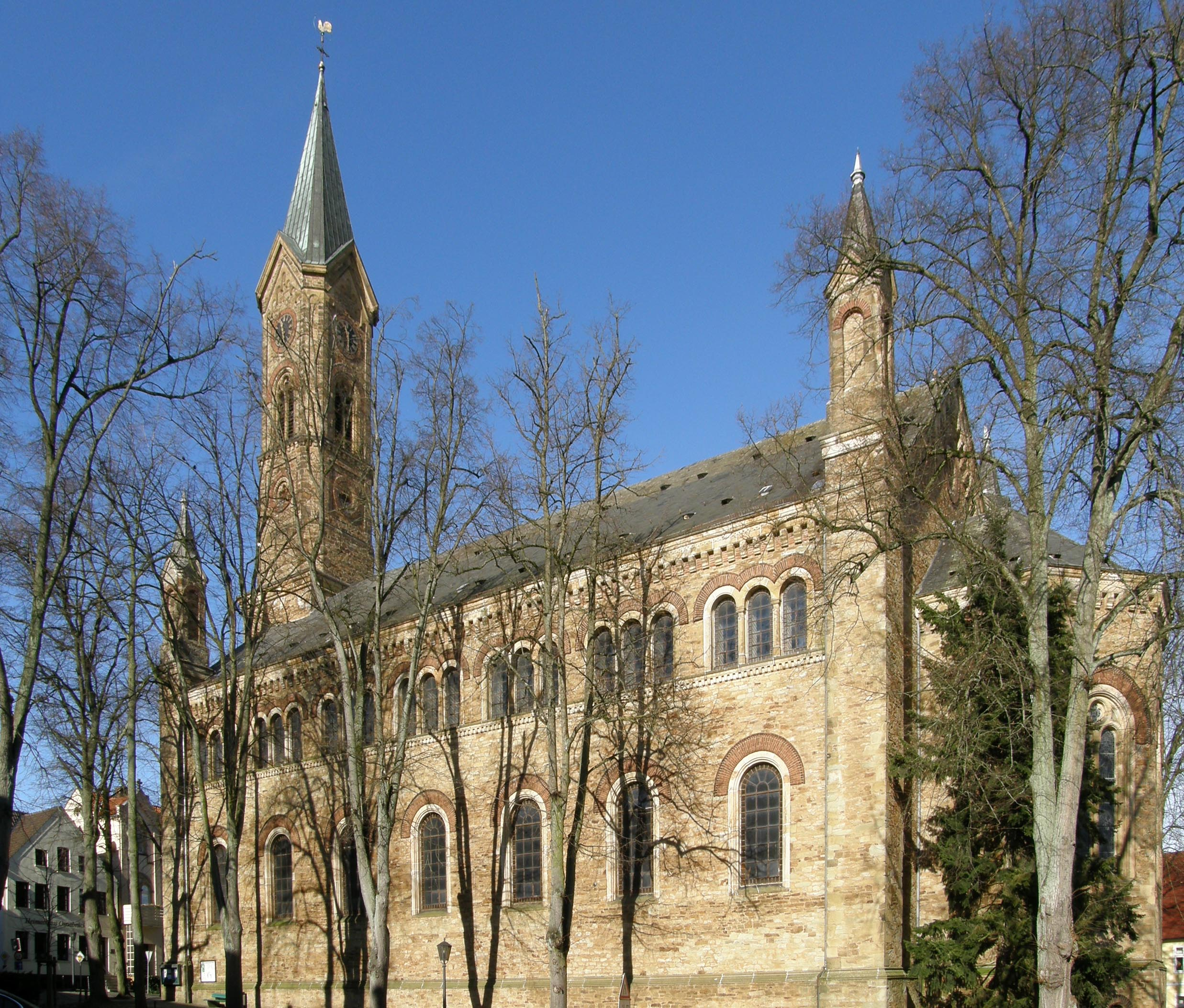
Ev. Kirche (aus der Kirchburg von Süd-Ost gesehen)
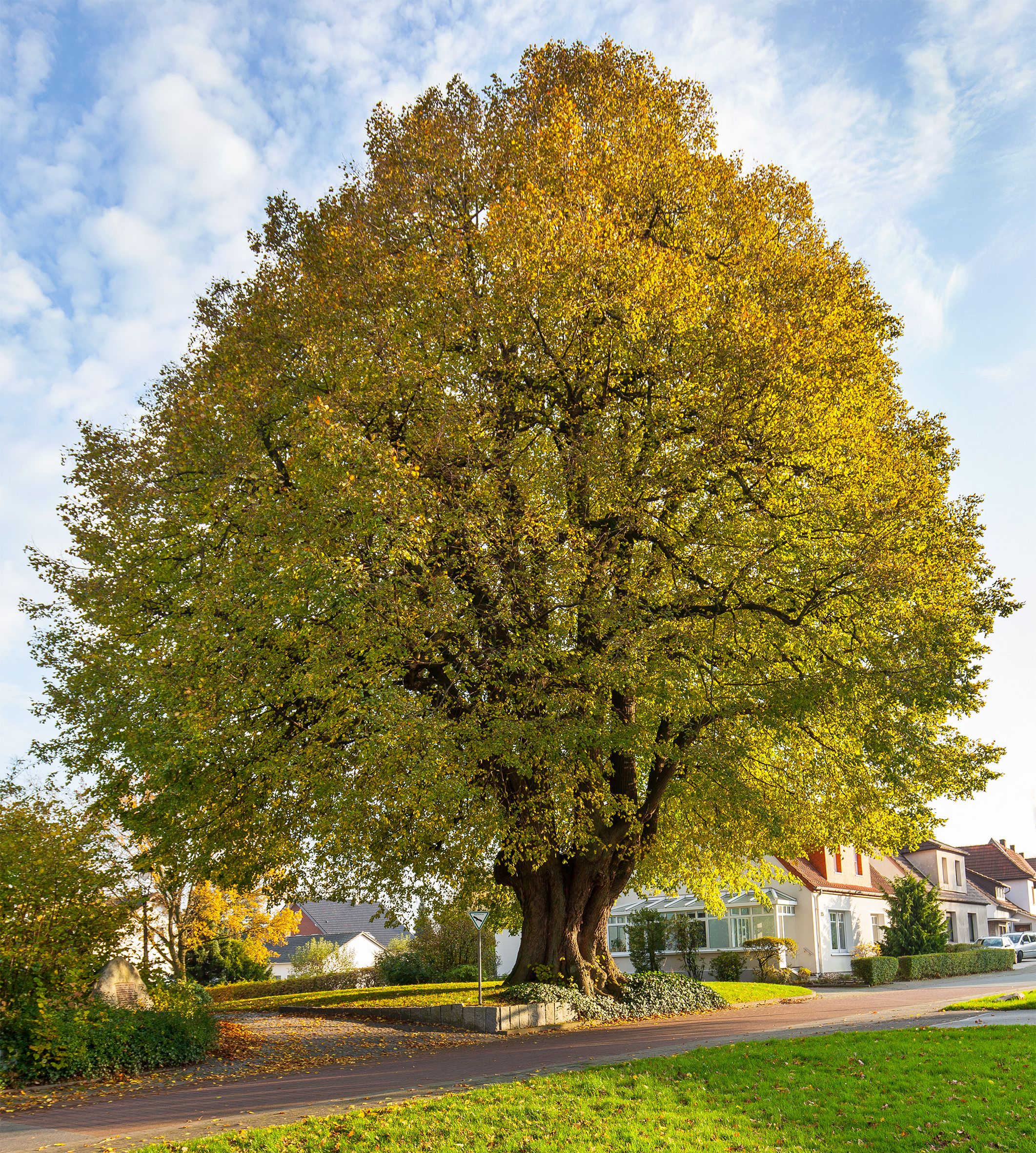
Gerichtslinde
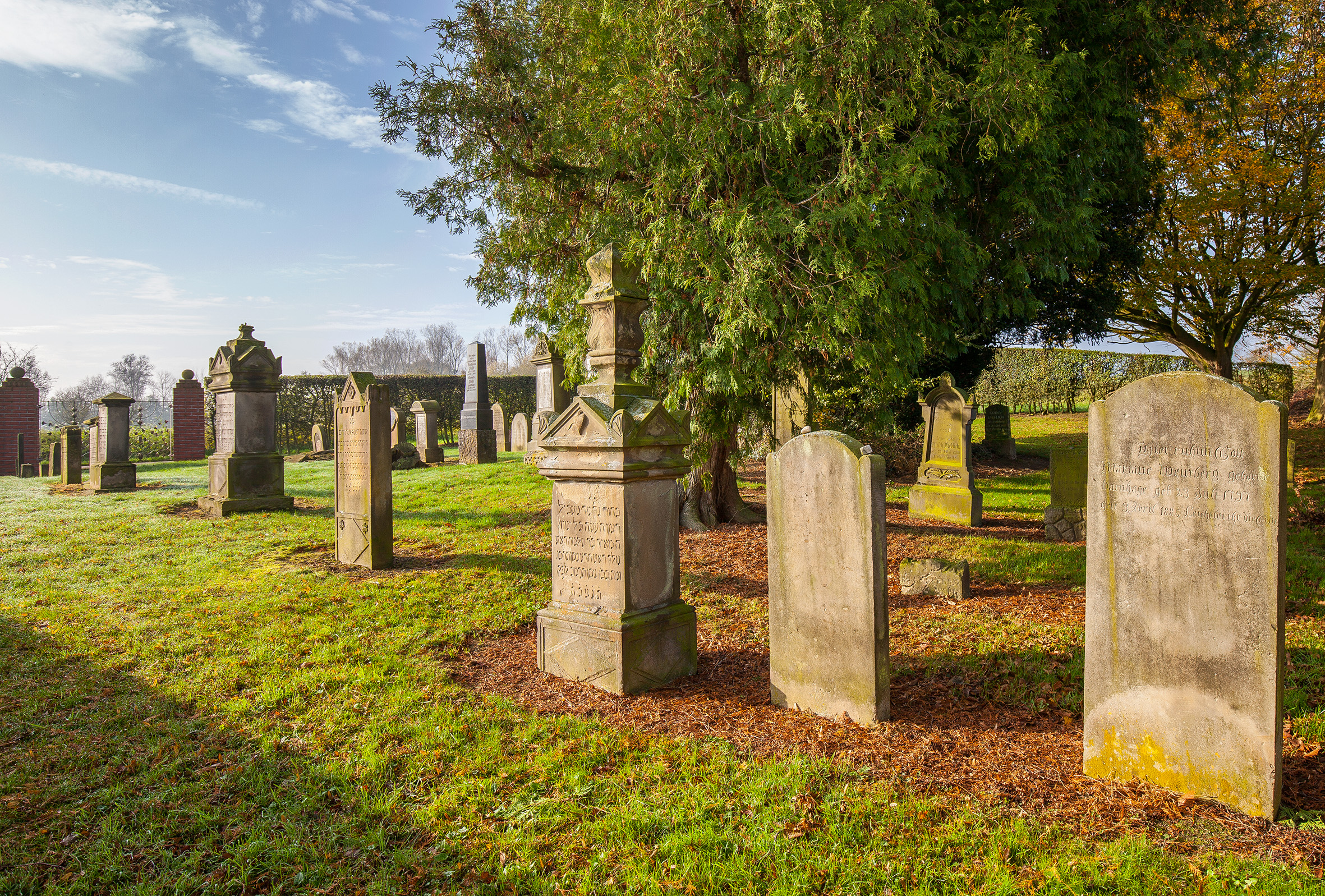
Jüdischer Friedhof
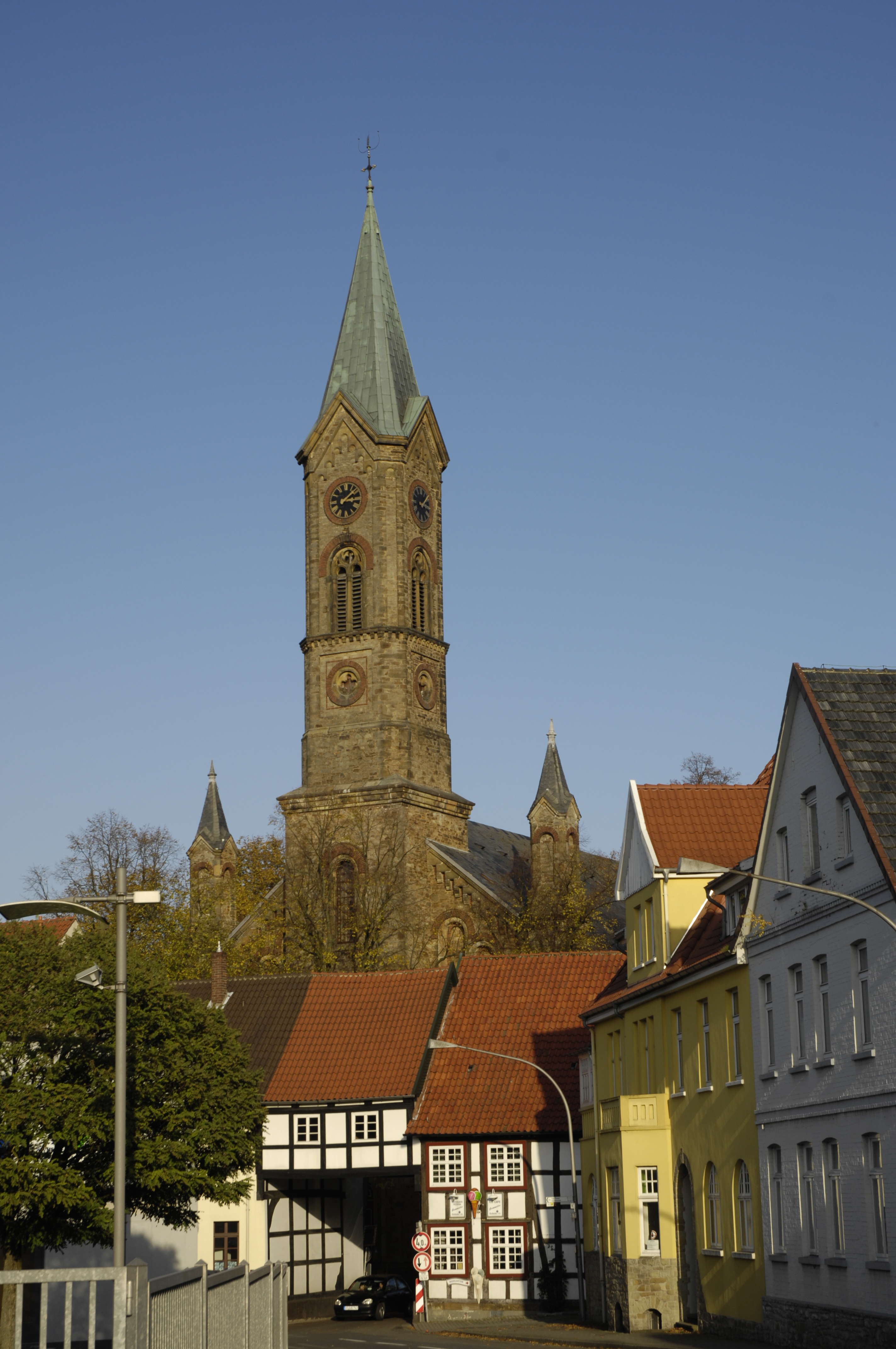
Ortsbild mit Kirchturm und Verlauf der Durchgangsstraße durch ein historisches Fachwerkgebäude

## Vereine
Der historisch älteste Verein in Buer ist die Schützengesellschaft Buer von 1550 e. V.
Zur Erhaltung der Bueraner Kirchburg wurde 1987 der Förderkreis Buer e. V. gegründet.
Der Heimat- und Verschönerungsverein Buer e. V. wurde im Jahr 1883 gegründet. Neben der Pflege der Wanderwege und der Unterhaltung des Waldlehrpfad am Steffenweg im Huntetal gehören Vorträge und Ausstellungen im Heimathaus Osnabrücker Tor an der Kirchhofsburg zu den Aktivitäten.
Der Traktoren- und historische Landmaschinen Grönegau-Buer e. V. veranstaltet regelmäßig Ausfahrten und Leistungsvergleiche.
Das Netzwerk Jugendhaus Buer e. V. wurde 2000 gegründet. Vorrangiges Ziel der von Jugendlichen ins Leben gerufenen Initiative ist die Förderung und Realisierung selbst organisierter und offener Jugendarbeit in Buer in Kooperation mit den ortsansässigen Trägern organisierter Jugendarbeit und den Schulen.
Der Sportverein Spiel und Sport 1927 Buer e. V. wurde 1927 gegründet. Er ist der größte Verein im Ort. In über 10 verschiedenen Abteilungen wird Breitensport betrieben. Die vereinseigene Sportanlage am Stuckenberg wird durch zwei öffentliche Rasenplätze und eine Zwei-Feld-Sporthalle ergänzt. Am Sportplatz Grönen Holz befindet sich neben einem Rasenplatz ein vereinseigenes Beachvolleyball-Feld und die Beckerskamp-Sporthalle. Der Verein verfügt zudem über eine Tennisanlage (4 Rotgrand-Plätze) am sogenannten Leimbrocks Holz. Alle Rasenplätze verfügen über Flutlichtbeleuchtungsanlagen.

## Wirtschaft
Das einst von Landwirtschaft geprägte Buer wurde früh auch ein Industrie- und Wirtschaftsstandort. Die Landwirtschaft ist als Wirtschaftsfaktor inzwischen fast marginalisiert. Nach Viehzählungen gab es 2007 in Buer mehr Reitpferde als Milchkühe. Im 19. Jahrhundert entstand die Firma Eduard Korfhage & Söhne, die sich auf den Bau von Turmuhren und Glockenspielen spezialisiert hat.

## Öffentliche Einrichtungen
Mit der Fritz-Kamping-Haus Buer gGmbH besteht ein evangelisches Altenzentrum, das 1903 gegründet wurde.

## Persönlichkeiten
- Friedrich (Fritz) W. Kamping (1857–1922), Besitzer der 1865 gegründeten Fleischwarenfabrik F. W. Kamping
- Karl-Hermann Hensiek (1914–1981), SS-Hauptsturmführer[10], Ziegeleibesitzer[11]
- Ilse Losa (1913–2006), deutsch-portugiesische (jiddische) Schriftstellerin
- Peter Neubäcker (* 1953), Musiker und Erfinder
- Christine Eichel (* 1959), Journalistin

## Liste der Gemeindevorsteher/Ortsbürgermeister
- bis 1910: Gemeindevorsteher Heinrich August Weymann
- bis 2001 Ortsbürgermeister Werner Wessler (SPD)
- 2001 bis 2011 Ortsbürgermeister Georg Harms (CDU)
- 2011 bis 2016 Ortsbürgermeister Wilhelm Hunting (SPD)
- seit 2016 Ortsbürgermeister Dieter Finke-Gröne (CDU)

## Einwohnerzahlen
- 1821: 1077
- 1900: 1085
- 1939: 1156
- 1950: 2008
- 1961: 1724
- 1969: 1767
- 1970: 1820
- 2007: 5058
- 2011: 5573
- 2017: 4759

## Belege
1. ↑  Daten und Fakten der Stadt Melle. In: Webseite Stadt Melle. 31. Dezember 2022, abgerufen am 1. Juni 2024.
2. ↑  Friedrich Philippi: Osnabrücker Urkundenbuch, Bd. 2: Die Urkunden der Jahre 1201-1250. Osnabrück 1896, S. 25, Urkunde Nr. 35.
3. ↑  Statistisches Bundesamt (Hrsg.): Historisches Gemeindeverzeichnis für die Bundesrepublik Deutschland. Namens-, Grenz- und Schlüsselnummernänderungen bei Gemeinden, Kreisen und Regierungsbezirken vom 27. 5. 1970 bis 31. 12. 1982. W. Kohlhammer GmbH, Stuttgart und Mainz 1983, ISBN 3-17-003263-1, S. 256.
4. 1 2  Volkszählung 1871
5. 1 2  Uli Schubert: Deutsches Gemeindeverzeichnis 1910. Abgerufen am 12. April 2025.
6. 1 2  Michael Rademacher: Melle. Online-Material zur Dissertation, Osnabrück 2006. In: eirenicon.com.
7. 1 2 3 4 5 6  Regionales Gemeindeverzeichnis-Informationssystem GV-ISys (mit historischen Bevölkerungszahlen)
8. ↑  Daten und Fakten der Stadt Melle. In: melle.info. melle.info, 31. Dezember 2021, abgerufen am 4. April 2025.
9. ↑  Burchardt Hahn: Firmengeschichte der Turmuhrenfabrik Ed. Korfhage & Söhne Melle-Buer. In: Jahresschrift der Deutschen Gesellschaft für Chronometrie, Jg. 39 (2000), S. 88–96.
10. ↑  Yerger, Mark C./ Arrondo, Ignacio (2015): Totenkopf: The Structure, Development and Personalities of the 3.SS-Panzer-Division Volume 1 (Englisch) Gebundene Ausgabe – 3. Dezember 2015. Verlag: Helion Limited, 2015, 536 S., hier: S. 327.
11. ↑  Der Entnazifizierungsausschuß des Kreises Melle stufte K.H. Hensiek am 25. August 1948 von III auf IV (ohne Beschränkungen) als NS-Mitläufer herunter. Von Bedeutung war in diesem Zusammenhang, „dass der Hensiek’sche Betrieb einer der wenigen gewesen ist, in dem die Belegschaft durchweg nicht der Partei angehört hat“. (s. Entnazifizierungs-Entscheidung, Entnazifizierungs-Hauptausschuß des Kreises Melle, 25. Oktober 1948.)